# Sandra Florean
Sandra Florean (* 1974 in Kiel) ist eine deutsche Schriftstellerin, Lektorin und Herausgeberin.

## Leben und Werk
Sandra Florean absolvierte 1992 die Fachhochschule mit Schwerpunkt Rechnungswesen und Organisation und anschließend eine Ausbildung zur Schifffahrtskauffrau. Seitdem arbeitet sie als Sekretärin in der Verwaltung.
Zehn Jahre betrieb sie zudem eine Kostümschneiderei für historische und fantastische Gewänder. Erst die Nachtahn-Reihe, die im Bookshouse Verlag erschien, brachte sie zurück zum geschriebenen Wort. Seit 2011 veröffentlicht sie regelmäßig in unterschiedlichen Verlagen und ist zudem als Lektorin und Herausgeberin tätig. Sie schreibt hauptsächlich in den Bereichen Fantasy, romantische Fantasy und Mystery.
Florean ist Mitglied im Arbeitskreis Phantastik der Kieler Christian-Albrechts-Universität. Sie lebt mit ihrer Familie in Schwentinental.

## Preise und Nominierungen
- 2014: Bestes deutschsprachiges Debüt beim Lovelybooks Leserpreis
- 2018: Deutscher Phantastik Preis für die beste Anthologie als Herausgeberin von The U-Files. Die Einhorn Akten.[4]
- 2019: Midlist-Nominierung beim Skoutz-Award für den Roman Moonchild. Wiege der Dunkelheit.[5]
- Ehrenmitglied des AKF-Arbeitskreis Fantasy der Christian-Albrechts-Universität Kiel[6]

## Werke

### Romane und Novellen

#### Die Nachtahn-Reihe
- Mächtiges Blut. Bookshouse, 2014, ISBN 978-9963-52-259-0
- Bluterben. Bookshouse, 2014, ISBN 978-9963-52-519-5
- Gefährliche Sehnsucht. Bookshouse, 2015, ISBN 978-9963-52-817-2
- Blutsühne. Bookshouse, 2015, ISBN 978-9963-53-174-5

#### Die Seelenspringerin
- Abgründe. Selbstverlag, 2018, ISBN 978-3-9819622-3-9 (erstmals erschienen im Drachenmond Verlag)
- Machtspiele. Selbstverlag, 2018, ISBN 978-3-9819622-5-3 (erstmals erschienen im Drachenmond Verlag)
- Maskerade. Selbstverlag, 2018, ISBN 978-3-9819622-0-8
- Familienbande. Selbstverlag, 2018, ISBN 978-3-9819622-9-1
- Götterhauch. Selbstverlag, 2019, ISBN 978-3-9820867-0-5
- Dämonenbrut. Selbstverlag, 2019, ISBN 978-3-9820867-2-9
- Lichterben. Selbstverlag, 2020, ISBN 978-3-9820867-3-6

#### Einzelne Romane
- Das Erbe des Hüters. Talawah Verlag, 2017, ISBN 978-3-9818586-0-0
- Deadmoon. Amazon KDP.
- Moonchild – Wiege der Dunkelheit. Selbstverlag, 2018, ISBN 978-3-9819622-7-7
- Schattenrot. Selbstverlag, 2019, ISBN 978-3-9820867-1-2 (erstmals erschienen im Bookshouse Verlag)
- Gezeitenlos – Im Strudel der Zeit. Selbstverlag, 2020, ISBN 978-3-9820867-4-3

Herausgeberschaften
- The U-Files. Die Einhorn Akten. Talawah Verlag, 2017, ISBN 978-3-9817829-6-7